# Dănilă Apostol

Blazonul hatmanului Dănilă Apostol

Dănilă Apostol (în ucraineană Данило Павлович Апостол, poloneză Daniel Pawłowicz Apostoł, rusă Даниил Павлович Апостол) (n. 4 decembrie 1654 – d. 17 ianuarie 1734) a fost un hatman al cazacilor din Ucraina de Est. Descindea dintr-un neam de boieri din Moldova.
1. 1 2  RBS / Apostol, Daniil Pavlovici[*] Verificați valoarea |titlelink= (ajutor)
2. ↑  IeL / Apostol, Daniil Pavlovici[*] Verificați valoarea |titlelink= (ajutor)
3. ↑  IeSBE / Apostol, Daniil Pavlovici[*] Verificați valoarea |titlelink= (ajutor)